# Maria al-Qibtiyya
Maria bint Shamʿūn al Qibtiyyah, mer känd som Maria al-Qibtiyya (Arabiska: مارية القبطية), Maria Qubtiyya eller Kopten Maria, död 637, var en av den muslimska profeten Muhammads slavkonkubiner och mor till hans enda biologiska son.
Maria al-Qibtiyya var en koptisk kristen slavinna från Egypten. 
Enligt traditionen sände Muhammad år 628 ut en proklamation om sin monoteism till alla Mellanösterns härskare och inbjöd dem att ansluta sig till Islam. Han sände en deputation med det budskapet under Hatib ibn Abi Balta'ah till den kristna guvernören Al-Muqawqis, som rimligen borde vara samma person som Cyrus av Alexandria, som var Bysantinska rikets guvernör i Alexandria vid denna tid. 
När deputationen återvände från Egypten medförde den flera diplomatiska gåvor från Al-Muqawqis till Muhammad i Medina: däribland en mula, en åsna,  eunucken Mabur, och två flickor, Maria och hennes syster Sirin bint Shamun. Systrarna konverterades enligt uppgift till islam av Hatib ibn Abi Balta'ah innan han överlämnade dem till Muhammad. 
Maria beskrivs som vacker, och Muhammad behöll henne, medan han gav hennes syster som gåva till Hassan ibn Thabit. Muhammed befallde henne att beslöja sig och inhyste henne hos en kvinnlig muslimsk konvertit, Umm Sulaym bint Milhan. Seden att använda eunucker som tjänare och vakter i harem har en förebild i Muhammeds eget liv, då använde eunucken Mabur som tjänare till sin konkubin Maria al-Qibtiyya.
Maria al-Qibtiyya födde 630 Muhammads son, Ibrahim ibn Muhammad. 
Liksom i fallet Rayhana bint Zayd har det diskuterats huruvida Maria al-Qibtiyya var Muhammads slavkonkubin eller en av hans hustrur, då vissa senare biografier har kallat henne för "hustru". Det faktum att Muhammad frigav henne då hon födde hans son, bevisar att hon var hans slav och alltså en konkubin, då en fri hustru inte skulle ha något behov av att friges.  Gärningen för en muslimsk man att frige en slavinna sedan hon hade fött hans barn, blev sedan en sedvänja kallad umm walad. 
Abu ‘Ubaydah sade om Muhammed:
"Han hade fyra [konkubiner]: Mariyah, som var mor till hans son Ibraaheem; Rayhaanah; ytterligare en vacker slavkvinna som han anskaffade som krigsfånge; och en slavkvinna som gavs till honom av Zaynab bint Jahsh.""
Hennes son avled 632, samma år som Muhammad avled. Maria överlevde Muhammad med fem år, och avled i Medina 637.